# Lilla Hjärtmyrtjärnen
Lilla Hjärtmyrtjärnen är en sjö i Vansbro kommun i Dalarna och ingår i Dalälvens huvudavrinningsområde.